# Кошотени (Телеорман)
Кошотени (рум. Coșoteni) насеље је у Румунији у округу Телеорман у општини Ведеа. Oпштина се налази на надморској висини од 102 m.

## Становништво
Према подацима из 2002. године у насељу је живело 576 становника, од којих су сви румунске националности.